# كوبكسيل
كوبكسيل أو أكسيد ثنائي أمين البريميدين واسمه التجاري أمينكسيل، هو مركب كيميائي مشابه للمينوكسيديل. الميندوكسيديل استخدم بداية لعلاج ارتفاع ضغط الدم وكأثير جانبي يزيد نمو شعر الجسم. كلا المادتين تستخدم لعلاج فقدان الشعر. كوبكسيل لم يسجل في الولايات المتحدة ولا أوروبا.  

## التركيب الكيميائي
كوبكسيل مركب أكسيد النيتروجين، وهي مجموعة من المركبات التي تحوي ذرة نيتروجين أمين ثلاثي متأكسدة. يوجد المركب صنواني بعدة أشكال. 

## آلية العمل
آلية العمل الدقيقة غير معروفة. لا يوجد دليل واضح عن التأثير العلاجي لدواء كوبكسيل ضد تساقط الشعر.